# Dean Huijsen
Dean Donny Huijsen Wijsmuller, född 14 april 2005, är en professionell fotbollsspelare som spelar för Real Madrid. 

## Karriär

### Juventus
Efter att ha börjat spela med Costa Unida CF de Marbella, innan han gick med i Málagas ungdomsupplägg 2015, 10 år gammal. 2021 anslöt Huijsen till Juventus, efter att ha kämpats av Real Madrid. Under sin första säsong spelade han med under-17-laget och gjorde sju mål. Säsongen efter avancerade han till U19-nivå; från augusti till november 2022 gjorde han sex mål på 14 matcher med under-19 i alla tävlingar. Han var också med i två vänskapsmatcher mot Standard Liège och Rijeka i december samma år.
I början av januari 2023 befordrades Huijsen till Juventus Next Gen, Juventus reservlag. Han gjorde därefter sin professionella debut den 8 januari 2023, med start i en 2-1 ligaförlust mot Pordenone. Han fick en varning i den sjunde minuten och gjorde med en nick i den 50:e minuten ett mål som underkändes för offside.
Den 15 februari gjorde Huijsen sina första professionella mål och gjorde en ställning i den andra delen av en Coppa Italia Serie C-semifinalmatch mot Foggia: matchen slutade med en 2–1-vinst för hans lag (3–3 sammanlagt) efter 90 minuter, då Juventus Next Gen så småningom vann oavgjort på straffar. Den 2 april gjorde han också sitt första mål i Serie C i Juventus Next Gen–Feralpisalò 1–3, genom en tap-in efter Nikola Sekulovs skott.
I juni 2023 förnyade Huijsen sitt kontrakt med Juventus till 2027, efter att ha samlat 40 officiella matcher och gjort tio mål bland Juventus U19 och Next Gen under säsongen 2022–23. Den 22 oktober gjorde han sin Serie A-debut, och kom från bänken i den 78:e minuten för att ersätta Federico Gatti, i en 1–0 bortavinst över AC Milan. Den 7 november meddelade Juventus att Huijsen, tillsammans med sin nästa generations lagkamrat Kenan Yıldız, hade blivit befordrad till förstalaget.

### Lån till Roma
Huijsen lånades ut till andra italienska Roma till slutet av säsongen 2023–24 den 6 januari 2024, efter att ha avvisat Frosinones intresse. Han gjorde sin debut med Giallorossi dagen efter, och spelade hela andra halvleken i oavgjort hemmaliga mot Atalanta. 
Huijsen gjorde sitt första Serie A-mål den 5 februari och besegrade Romas vinst med 4–0 mot Cagliari. Den 18:e samma månad gjorde han inledningen av en bortamatch mot Frosinone (som Huijsen hade vägrat innan han gick till Roma) efter att ha burit bollen från försvaret, kört om några motståndare och skjutit utanför området. Huijsen hade blivit visslad av motståndarfansen och firat på ett provocerande sätt mot dem; så mycket att han omedelbart fick gult kort av domaren och ersattes av huvudtränaren Daniele De Rossi under halvtidsvilan.

### AFC Bournemouth
Den 30 juli 2024 värvades Huijsen från Juventus av Premier League-klubben Bournemouth på ett sexårigt avtal, för en initial avgift på 15,2 miljoner euro, vilket kan stiga till 18,2 miljoner euro.[24][25][26] Den 5 december 2024 gjorde han sitt första mål för klubben och gjorde mål med en nick i en 1–0 hemmaseger över Tottenham Hotspur.